# Spirit of the Wild
Spirit of the Wild es un álbum de estudio del guitarrista estadounidense Ted Nugent, y es su único disco de estudio que se publicó en la década de los noventa. Fue producido por Michael Lutz y Ted Nugent. El disco marca el retorno de la banda al sonido hard rock que los caracterizó en los años setenta, alejándose del pop rock de sus últimas producciones.

## Lista de canciones
1. "Thighraceous" (Derek St. Holmes, Ted Nugent) - 3:48
2. "Wrong Side of Town" (Benny Rappa, Michael Lutz, Nugent) - 5:15
3. "I Shoot Back" (St. Holmes, Lutz, Nugent) - 3:50
4. "Tooth, Fang & Claw" (Nugent) - 6:49
5. "Lovejacker" (St. Holmes, Lutz, Nugent) - 4:32
6. "Fred Bear" (Nugent) - 7:41
7. "Primitive Man" (St. Holmes, Lutz, Nugent) - 5:56
8. "Hot or Cold" (St. Holmes, Lutz, Nugent) - 4:31
9. "Kiss My Ass" (Nugent) - 3:20
10. "Heart & Soul" (St. Holmes, Lutz, Nugent) - 4:44
11. "Spirit of the Wild" (St. Holmes, Nugent) - 4:22
12. "Just Do It Like This" (Nugent) - 6:08

## Personal

### Músicos
- Ted Nugent - guitarra, voz
- Derek St. Holmes - voz
- Doug Banker - piano
- Michael Lutz - bajo, teclados, productor
- Benny Rappa - batería
- Denny Carmassi, Gunner Ross - batería
- Larry Fratangelo - percusión